# Kanton Saint-Méen-le-Grand
Kanton Saint-Méen-le-Grand (francouzsky Canton de Saint-Méen-le-Grand) je francouzský kanton v departementu Ille-et-Vilaine v regionu Bretaň. Tvoří ho devět obcí.

## Obce kantonu
- Bléruais
- Le Crouais
- Gaël
- Muel
- Quédillac
- Saint-Malon-sur-Mel
- Saint-Maugan
- Saint-Méen-le-Grand
- Saint-Onen-la-Chapelle